# Markita Boies
Markita Boies, née à Montréal le 28 janvier 1954, est une actrice québécoise.

## Filmographie

### Cinéma
- 1987 : Martha l'immortelle de Pierre Gang : rôle inconnu
- 1987 : Le Lys cassé d'André Melançon : rôle inconnu
- 1988 : Le Chemin de Damas de George Mihalka : rôle inconnu
- 1994 : Le Petit musée de Velasquez de Bernar Hébert : Danseuse
- 1997 : Le Siège de l'âme d'Olivier Asselin : rôle inconnu
- 1998 : La Bombe au chocolat de Sylvie Rosenthal : Lyne
- 2001 : Mariages de Catherine Martin : Noémie
- 2003 : Comment ma mère accoucha de moi durant sa ménopause de Sébastien Rose : Directrice de thèse
- 2003 : 20h17 rue Darling de Bernard Émond : Madame Caron
- 2003 : Les Invasions barbares de Denys Arcand : l'infirmière Suzanne
- 2006 : Dans les villes de Catherine Martin : Mère de Carole
- 2007 : Super Phoenix de Sylvie Rosenthal : La fille
- 2010 : À l'origine d'un cri de Robin Aubert : Monique, tante d'Hugo

### Télévision
- 1984 - 1988 : À plein temps (série TV) : Gilles Ross (voix)
- 1989 - 1992 : Robin et Stella (série TV) : Boz (voix)
- 1993 : La Petite Vie (série TV) : Marie-Maurice
- 2013 : Trauma : Laïlah Nassief

## Théâtre
- 1998 : Le Visiteur d'Éric-Emmanuel Schmitt, mise en scène Daniel Roussel, Théâtre Marigny